# Vass Péter
Vass Péter (Budapest, 1953. március 5. –) magyar színész.

## Életpályája
A Nemzeti Színház stúdiójában kezdett színészettel foglalkozni, 1978-ban végzett. Major Tamás növendékeként kapott színészi diplomát 1982-ben, a Színház- és Filmművészeti Főiskolán. 
Főiskolásként gyakorlati idejét a Nemzeti Színházban és a Madách Színházban töltötte. Pályáját a József Attila Színházban kezdte. 1983-tól a zalaegerszegi Hevesi Sándor Színházhoz szerződött. 1985-től egy évadot a Rock Színház társulatában, majd 1986-tól a Madách Színházban szerepelt. 1988-tól a Miskolci Nemzeti Színház tagja volt. 1987-ben megalapította a Palládium színházi műhelyt, melynek 1989-től művészeti vezetője volt. 1993-tól a Pinceszínház művészeti vezetője volt. 1996-tól szabadfoglalkozású művész.

## Fontosabb színházi szerepei
- Szép Ernő: Patika... Fábián
- Heltai Jenő: Léni néni... Gedeon, festő
- Makszim Gorkij: Az öreg... Pavel
- Eugène Labiche: Perrichon úr utazása... Armand
- Alonso Alegria: Kötélen a Niagara felett... Carlo
- Balázs Béla - Bartók Béla: A fából faragott királyfi... A fából faragott királyfi
- Lengyel Menyhért - Bartók Béla: A csodálatos mandarin... A diák
- Lope de Vega: A kertész kutyája... Federico gróf, Diana kérője
- Szüle Mihály - Harmath Imre: Egy bolond százat csinál... Rudi, jazzkarmester
- Tóth Ede: A falu rossza... Lajos
- Mándy Iván: Mélyvíz... Fickó
- Végh Antal: Epizódok egy helytartó életéből... Kaganovics; Katonatiszt; Új főügyész; Elnök; Rajk; Marosán; Főügyész
- Lehár Ferenc: Luxemburg grófja... Brissard
- Alexandre Dumas - Jean-Paul Sartre: 	Kean, a színész... Darius, fodrász
- William Somerset Maugham - Nádas Gábor - Szenes Iván: Imádok férjhez menni... Frederick Lawndes
- Katona József: Bánk bán... Ottó, Gertrudisnak testvéröccse
- Várkonyi Mátyás - Miklós Tibor: Sztárcsinálók... Nero
- Galt MacDermot - Gerome Ragni - James Rado: Hair... Steve
- Presser Gábor - Horváth Péter - Sztevanovity Dusán: A padlás... Rádiós

## Filmek, tv
- A persely, avagy egy görbe nap Budapesten (1982)
- Egy lepecsételt lakás (1987)

## Rendezései
- Vass Péter: A varázsló nem válaszol
- Marivaux: Vita a szerelemről

## Színműve
- A varázsló nem válaszol